# Himne de la Independència del Brasil
L'Himne de la Independència del Brasil (en portuguès, Hino da Independência do Brasil) és una cançó commemorant la declaració de la Independència del Brasil i va ser l'himne del Brasil durant l'etapa imperial.
La lletra va ser escrita pel periodista i polític Evaristo da Veiga (1799-1837) l'agost de 1822 i portava el títol Himne Constitucional Brasiler, mentre que la música era una composició de Marcos Portugal. L'any 1824, l'emperador Pere I va compondre una nova música i va atorgar a la peça l'estatus d'himne nacional. Després de la proclamació de la República, l'himne va ser substituït.
Un article d'Eugênio Egas de l'any 1909 elucubra que la música hauria estat composta per l'emperador el mateix dia del Crit d'Ipiranga i la Declaració d'Independència, el 7 de setembre de 1822. Pere hauria demanat al mestre de capella de la catedral de São Paulo, André da Silva Gomes, que escrigués la partitura i la peça s'hauria estrenat aquella mateixa nit a la Casa da Ópera paulista. Emperò, mai no s'ha trobat cap prova documental que recolzi la teoria d'Egas.